# Leuctra balcanica
Leuctra balcanica är en bäcksländeart som beskrevs av Raušer 1965. Leuctra balcanica ingår i släktet Leuctra och familjen smalbäcksländor. Inga underarter finns listade i Catalogue of Life.